# Simone VI di Lippe
Simone VI di Lippe (Detmold, 15 aprile 1554 – Brake, 7 dicembre 1613) fu conte imperiale e governante della contea di Lippe dal 1563 fino alla sua morte.

## Biografia
Simone VI era figlio del conte Bernardo VIII di Lippe (1527 - 1563) e della moglie Caterina (1524 - 1583), figlia del conte Filippo III di Waldeck-Eisenberg e di Anna di Cleves. Dal momento che alla morte del padre Simone era ancora minorenne, lo zio Ermanno Simone di Pyrmont assunse la reggenza fino al 1579.
Simone era una persona intelligente e perspicace, seguace degli ideali rinascimentali. Egli intratteneva corrispondenza con molti scienziati dell'epoca, tra cui Tycho Brahe e Joost Bürgi. Fu consigliere e ciambellano dell'imperatore Rodolfo II, per il quale egli compì varie missioni diplomatiche, in particolare come mediatore nelle questioni ereditarie tra principi dell'impero. Egli fu inoltre mediatore ed agente nel commercio di dipinti fiamminghi.
Il castello di Brake era stato dato in pegno a Christoph von Donop tra il 1562 e il 1570; successivamente, nel periodo 1584 - 1589, Simone lo fece ampliare nello stile del rinascimento del Weser e lo utilizzò come propria residenza fino alla morte. Nel 1599 Simone patì una grande sconfitta da parte degli spagnoli nell'assedio di Rees. Dal 1600 egli si avvalse della collaborazione dell'architetto militare olandese Johan van Rijswijk.
Sotto Simone VI, la contea di Lippe si convertì al calvinismo nel 1605; utilizzando il suo privilegio di monarca del cuius regio, eius religio egli promosse la conversione della Chiesa di Lippe al calvinismo. Questo portò ad una disputa con molti dei suoi sottoposti, in particolare con la Libera e Anseatica Città di Lemgo, che era luterana sin dal 1522. Lemgo resistette all'applicazione del decreto di conversione e ciò sfociò nella cosiddetta rivolta di Lemgo; la controversia fu risolta nel 1617 con la pace di Röhrentrup, che garantì a Lemgo il diritto di determinare indipendente la propria fede religiosa. La minoranza luterana si unì infine alla chiesa riformata di Lippe solamente nel 1882.
Simone possedeva una biblioteca molto fornita, che fungeva sia da libreria di corte che da collezione di un politico e diplomatico professionista. Conservava lavori di teologia e di storia, così come opere di letteratura filosofica e giurisprudenziale. Divenne in seguito il nucleo originario della Biblioteca Statale di Lippe a Detmold, dove viene ancora conservata la collezione di Simone VI.
Simone VI di Lippe morì nel 1613; gli succedette il maggiore dei figli sopravvissuti, Simone VII, che portò la sede di governo nuovamente a Detmold. Il figlio minore, Filippo I, in seguito fondò la linea di Schaumburg-Lippe con sede a Bückeburg, mentre Ottone
divenne conte di Lippe-Brake.

## Matrimonio e discendenza
Nel 1578 Simone VI sposò la contessa Armgard di Rietberg (m. 13 luglio 1584), ma il matrimonio non produsse eredi.
Nel 1585 egli sposò Elisabetta, figlia del conte Ottone IV di Schaumburg e Holstein-Pinneberg. Ebbero i seguenti figli:
1. Bernardo (1586 – 1602);
2. Simone VII (1587 – 1627), sposò in prime nozze, nel 1607, Anna Caterina di Nassau-Wiesbaden, e successivamente, nel 1623, Maria Maddalena di Waldeck-Wildungen;
3. Ottone (1589 – 1657), conte di Lippe-Brake, sposò Margherita di Nassau-Dillenburg (1606 - 1661);
4. Ermanno di Lippe-Schwalenberg;
5. Elisabetta (1592 - 1646), nel 1612 sposò il conte Giorgio Ermanno di Holstein-Schaumburg;
6. Caterina (1594 – 1600);
7. Maddalena (1595 – 1640);
8. Ursula (1598 – 1638), sposò nel 1617 il principe Giovanni Ludovico di Nassau-Hadamar;
9. Sofia (1599 – 1653), nel 1626 sposò il principe Luigi I di Anhalt-Köthen;
10. Filippo I (1601 - 1681), conte di Schaumburg-Lippe, sposò la langravia Sofia di Assia-Kassel.

## Ascendenza
|                                 |                       |                                     | Genitori             |  |  | Nonni |  |  | Bisnonni              |  |  | Trisnonni          |  |
|                                 |                       |                                     |                      |  |  |       |  |  | Bernardo VII di Lippe |  |  | Simone IV di Lippe |  |
|                                 |                       |                                     |                      |  |  |       |  |  | Bernardo VII di Lippe |  |  | Simone IV di Lippe |  |
|                                 |                       | Margherita di Brunswick-Grubenhagen |                      |  |  |       |  |  | Bernardo VII di Lippe |  |  |                    |  |
| Simone V di Lippe               |                       |                                     |                      |  |  |       |  |  | Bernardo VII di Lippe |  |  |                    |  |
|                                 |                       | Anna di Holstein-Pinneberg          | …                    |  |  |       |  |  |                       |  |  |                    |  |
|                                 |                       | Anna di Holstein-Pinneberg          | …                    |  |  |       |  |  |                       |  |  |                    |  |
|                                 |                       | Anna di Holstein-Pinneberg          | …                    |  |  |       |  |  |                       |  |  |                    |  |
| Bernardo VIII di Lippe          |                       | Anna di Holstein-Pinneberg          |                      |  |  |       |  |  |                       |  |  |                    |  |
|                                 |                       | …                                   | …                    |  |  |       |  |  |                       |  |  |                    |  |
|                                 |                       | …                                   | …                    |  |  |       |  |  |                       |  |  |                    |  |
|                                 |                       | …                                   | …                    |  |  |       |  |  |                       |  |  |                    |  |
| Maddalena di Mansfeld-Mittelort |                       | …                                   |                      |  |  |       |  |  |                       |  |  |                    |  |
|                                 |                       | …                                   | …                    |  |  |       |  |  |                       |  |  |                    |  |
|                                 |                       | …                                   | …                    |  |  |       |  |  |                       |  |  |                    |  |
|                                 |                       | …                                   | …                    |  |  |       |  |  |                       |  |  |                    |  |
| Simone VI di Lippe              |                       | …                                   |                      |  |  |       |  |  |                       |  |  |                    |  |
|                                 | Filippo II di Waldeck | Volrado I di Waldeck                |                      |  |  |       |  |  |                       |  |  |                    |  |
|                                 | Filippo II di Waldeck | Volrado I di Waldeck                |                      |  |  |       |  |  |                       |  |  |                    |  |
|                                 | Filippo II di Waldeck | Barbara di Wertheim                 |                      |  |  |       |  |  |                       |  |  |                    |  |
| Filippo III di Waldeck          | Filippo II di Waldeck |                                     |                      |  |  |       |  |  |                       |  |  |                    |  |
|                                 |                       | Caterina di Solms-Lich              | Kuno di Solms-Lich   |  |  |       |  |  |                       |  |  |                    |  |
|                                 |                       | Caterina di Solms-Lich              | Kuno di Solms-Lich   |  |  |       |  |  |                       |  |  |                    |  |
|                                 |                       | Caterina di Solms-Lich              | Valpurga di Dhaun    |  |  |       |  |  |                       |  |  |                    |  |
| Caterina di Waldeck-Eisenberg   |                       | Caterina di Solms-Lich              |                      |  |  |       |  |  |                       |  |  |                    |  |
|                                 |                       | Giovanni II di Kleve                | Giovanni I di Kleve  |  |  |       |  |  |                       |  |  |                    |  |
|                                 |                       | Giovanni II di Kleve                | Giovanni I di Kleve  |  |  |       |  |  |                       |  |  |                    |  |
|                                 |                       | Giovanni II di Kleve                | Elisabetta di Nevers |  |  |       |  |  |                       |  |  |                    |  |
| Anna di Kleve                   |                       | Giovanni II di Kleve                |                      |  |  |       |  |  |                       |  |  |                    |  |
|                                 |                       | Matilde d'Assia                     | …                    |  |  |       |  |  |                       |  |  |                    |  |
|                                 |                       | Matilde d'Assia                     | …                    |  |  |       |  |  |                       |  |  |                    |  |
|                                 |                       | Matilde d'Assia                     | …                    |  |  |       |  |  |                       |  |  |                    |  |
|                                 |                       | Matilde d'Assia                     |                      |  |  |       |  |  |                       |  |  |                    |  |